# اوکلند میلز (کلمبیا، مریلند)
اوکلند میلز (به انگلیسی: Oakland Mills) یک منطقهٔ مسکونی در ایالات متحده آمریکا است که در مریلند واقع شده‌است.